# Association pan-russe des écrivains prolétariens
L'Association pan-russe des écrivains prolétariens (russe : Всероссийская ассоциация пролетарских писателей), ou VAPP (ВАПП) a été fondée en octobre 1920 lors d'une conférence pan-russe des « écrivains prolétariens », convoquée par l'association littéraire soviétique la Forge.

## Histoire
En 1921, dans la jeune république socialiste fédérative soviétique de Russie, la tutelle des organisations littéraires est confiée au Commissariat du peuple à l'Éducation. La direction en est exercée par Vladimir Kirillov, passé de La Forge à Proletkoult. À partir d'avril 1924, à l'aide de l'Association moscovite des écrivains prolétariens (MAPP), le groupe Octobre prend le contrôle de la VAPP, et elle devient l'organisation littéraire dominante en Union soviétique. Elle est le vivier des cadres de la « littérature prolétarienne » et contribue à l'élaboration des programmes de création.
En février 1926, des conflits apparaissent à l'intérieur de la direction de l'association : Ilia Bardine (ru), Semion Rodov (ru) et G. Lelevitch sont suspendus. La direction passe dans les mains de Leopold Averbakh, Iouri Libedinski, Vladimir Kirchon, Vladimir Iermilov (ru) et Mikhaïl Louzguine. Ils reçoivent ensuite le soutien critique d'Alexandre Fadeïev.
À partir de 1926, la VAPP publie la revue Au Poste littéraire (ru), prolongeant la ligne ultra-orthodoxe de la revue du groupe Octobre Au Poste. Elle attaque le groupe Pereval, les partisans de OPOYAZ, le constructivisme, et tous les compagnons de route.
En 1928, après la création de l'Union pan-soviétique des associations d'écrivains prolétariens (VOAPP), la VAPP est rebaptisée RAPP (Association russe des écrivains prolétariens).